# Foucault-Habermas-Debatte
Die Foucault-Habermas-Debatte war eine in schriftlicher Form ausgetragene Auseinandersetzung zwischen den Philosophen Michel Foucault und Jürgen Habermas, die nach Foucaults Tod in der Sekundärliteratur fortgeführt wurde. Inhaltlich drehte sie sich im Wesentlichen um einen Konflikt zwischen Habermas’ Konzepten des kommunikativen Handelns bzw. der Diskursethik zum einen und Foucaults Ansätzen von Genealogie und Macht/Wissen zum anderen. Dabei stellte sich sowohl die Frage, welcher dieser Ansätze philosophisch besser zu verteidigen wäre, als auch welcher in der Praxis effektiver auf die Rolle der Macht in der Philosophie reagieren würde.
Im weiteren Sinne, auch durch die Teilnahme weiterer Diskutanten, entwickelte sie sich zu einer Diskussion um Stellung und Rolle von Humanismus, Aufklärung und Moderne in der Welt. Besonders Anhänger von Habermas betrachteten sie als eine Grundsatzdiskussion zwischen Moderne und Postmoderne.

## Ablauf
Foucault und Habermas diskutierten zu mehreren Gelegenheiten die Arbeiten des jeweils anderen. Während Habermas in seinem Band Der philosophische Diskurs der Moderne Michel Foucault zwei Kapitel widmete, sind diverse kürzere Auseinandersetzungen mit Habermas bei Foucault in verschiedenen Texten verstreut. Ein Großteil der Debatte fand in nebeneinanderherlaufenden Diskussionen statt, die erst durch die Sekundärliteratur zu einer Debatte konstruiert wurden. Zudem konnten sich beide Denker nicht darauf einigen, was genau der Inhalt ihrer Debatte sei. Eine Einigung, die auch dadurch erschwert wurde, dass beide im Laufe ihres Denkens erhebliche inhaltliche Änderungen durchliefen. So kritisiert beispielsweise Habermas Auffassungen von Foucault, die dieser vor allem in der Mitte der 1970er vertreten hatte, während Foucault ihm aus der Perspektive seiner Theorie aus dem Anfang der 1980er antwortete.

### Foucault:Zwei Vorlesungen
Michael Kelly rekonstruiert die eigentliche Debatte aus vier Schritten. Den ersten Schritt bilden die Zwei Vorlesungen, die Foucault 1976 am College de France hielt. In diesen sprach er Habermas nicht konkret an, behandelte aber inhaltlich den Themenbereich, der später zentral werden sollte: die Unterschiede zwischen rechtlicher und disziplinarischer Macht, seine Auffassung von lokaler Kritik, und die genealogische Methode zur Kritik der Macht.

### Habermas:Der philosophische Diskurs der Moderne
Einige Jahre später folgte eine Erwiderung Habermas’ in zwei Kapiteln in Der philosophische Diskurs der Moderne, die spezifisch Michel Foucault gewidmet sind. Die Texte gehen auf Vorlesungen zurück, die Habermas zu Lebzeiten Foucaults hielt, erschienen aber gedruckt erst nach dessen Tod. Darin befasste Habermas sich insbesondere mit der Rolle der Macht in der Philosophie Foucaults und den sich daraus ergebenden normativen Konsequenzen. Wenn Foucault Kritik selbst als eine Form der Macht auffasse, sei es unmöglich, eine Kritik der Macht zu formulieren, ohne die eigene Argumentation zu unterlaufen.

### Foucault: Strukturalismus/Poststrukturalismus undWas ist Aufklärung?
Foucault wiederum publizierte zwei Texte zum Themenbereich, in denen er Habermas am Rande anspricht: das Interview Strukturalismus und Poststrukturalismus, veröffentlicht 1983, und die Vorlesung Was ist Aufklärung?, veröffentlicht 1984. Texte, die Foucault zu dem Bonmot veranlassten, dass Habermas nicht mit ihm einer Meinung, er selbst aber etwas mehr der Meinung von Habermas sei.
In Was ist Aufklärung stellte Foucault wiederholt sein positives Verhältnis zu Immanuel Kant und seinen Zugriff auf Kants Begriff der Kritik dar. Zugleich erläuterte er aber auch, wo die Unterschiede zu Habermas lägen: in der Auffassung über Ethos und Normen der Moderne, die wiederum bestimme, was die philosophische Auffassung der Kritik ist. Habermas schien ein Kernpunkt der Debatte wegzufallen, nachdem er Foucaults Text Was ist Aufklärung? gelesen hatte. Dort hatte sich Foucault in die Reihe der Philosophie der Moderne gestellt, womit ein wichtiger Punkt der Uneinigkeit weggefallen war.

### Habermas:Taking Aim at the Heart of the Present
Der letzte Text von Habermas, in dem er sich innerhalb der Debatte äußert, ist Taking Aim at the Heart of the Present, den er anlässlich des Todes von Foucault schrieb. Dort erkennt er Foucaults Analysen der Gesellschaft an, hält aber aufrecht, dass Foucaults Kritik der Macht die normative Grundlage untergrabe, auf der sie beruhe.

### Geplante persönliche Debatte
Eine geplante formelle Debatte zwischen Habermas und Foucault, die für den November 1984 an der University of California in Berkeley angesetzt war, fand aufgrund des frühen Todes von Foucault nicht mehr statt. Dabei variieren die Aussagen über Form und Inhalt dieser Veranstaltung. Laut Foucault hatten die Amerikaner diese Debatte vorgeschlagen und wollten sie über den Punkt der Moderne führen, da er selber als Antimodernist oder Postmodernist galt. Dies allerdings stieß auf sein Unverständnis, da er sich selbst durchaus als Modernist sah und den Terminus der Moderne für unproblematisch hielt.
Laut Habermas hatte Foucault seine Vorlesung Was ist Aufklärung? direkt gehalten, bevor er Habermas im März 1983 eine gemeinsame Konferenz vorschlug. Den Planungen nach sollten auch Richard Rorty, Charles Taylor und Hubert Dreyfus an der Konferenz teilnehmen.

### In der Sekundärliteratur
Die Debatte wurde in den Jahren nach Foucaults Tod vor allem in der Sekundärliteratur nachträglich rekonstruiert und fortgeführt. Die Einschätzungen gehen weiter auseinander. Michael Kelly schreibt im Vorwort zu seinem Sammelband zur Debatte, dass sie oft von Habermasianern geprägt sei und oft einseitig in Begriffen Habermas’ stattfinde. Zudem werde sie verzerrt durch eine starke Präsenz Heidegger-inspirierter Interpretation. Amanda Anderson hingegen beschreibt die Debatte als eine, die einem „unblutigen Putsch der Foucaultianer“ gleiche, bei der Habermas nur als Stichwortgeber für eine idealisierte rationalistische Position diene.
Prominente Teilnehmer an der weiteren Debatte waren beispielsweise Axel Honneth, Nancy Fraser, Richard J. Bernstein und Thomas A. McCarthy, die die Kritik an Foucault weiterentwickeln, sowie James Schmidt und Thomas Wartenberg, Gilles Deleuze, Jana Sawicki und Michael Kelly, die argumentieren, dass Foucaults Kritik begründet sei, wenn auch nicht so, wie Habermas es für nötig halte.
Von den Anhängern Habermas’ wird Foucault vor allem vorgeworfen, er sei nicht in der Lage, seine Auffassung von Kritik normativ zu begründen.

## Diskussionspunkte

### Humanismus
Die beiden Denker vertreten unterschiedliche Auffassungen über den Humanismus. Während Habermas ihn als Umschreibung dialogischer Offenheit auffasst, die unbedingt befreiend ist, vertritt Foucault ambivalentere Ansichten und begreift Humanismus als Kraft der Selbstermächtigung, die ebenso viel aus- wie einschließt. Habermas interpretiert sich selbst als in der Folge von Rousseau und dessen Gesellschaftsvertrag stehend und sieht sich als Verteidiger von Demokratie und Menschenrechten. Foucaults Haltung ist deutlich ambivalenter. Für Foucault verspricht Humanismus auch benachteiligten Gruppen wie Frauen, Nicht-Europäern oder Armen Emanzipation, verhängt aber Uniformität und schließt diejenigen aus, die nicht in die generellen Kategorien des Humanismus passen. Rationalität diktiert klare Normen, die leicht durch eine technokratische Elite verwaltet werden können. Gleichzeitig mit dieser Formation in der Gesellschaft durchläuft auch jedes Individuum Selbsterkenntnis und Selbstkontrolle, die sicherstellt, dass die innerste Identität als Subjekt sich mit der innersten Identität anderer Subjekte synchronisiert, und so ein Gefühl von Freiheit und Solidarität herstellt, für das ältere Denker wie Rousseau noch umfangreiche externe Maßnahmen für notwendig hielten.
Für Foucault ist Humanismus kontingent, eine Phase in der menschlichen Entwicklung, die auf den Absolutismus folgte, und durch die Auflösung des Subjekts abgelöst werden wird. Konzepte wie Bewusstsein oder Rechte werden in einer solchen Phase gegenstandslos. Besonders ausführlich widmet er sich diesen Themen in Überwachen und Strafen (1975) und greift dabei auf seine Überlegungen aus Die Ordnung der Dinge zurück. In seinem Text Was ist Kritik? wendet sich Foucault gegen die Idee einer universalen Menschheit. Diese wurde von ihren wichtigsten Sprechern Locke, Rousseau und Kant in einer Art bestimmt, dass sie vor allem wohlhabende europäische Männer umfasste, und anderen – Frauen, Nicht-Europäern, Arbeitern – den Status als vollwertige Mitglieder der Menschheit nur insoweit zugesteht, als sie sich auf ein Ebenbild wohlhabender europäischer Männer diszipliniert haben. Eine Aufgabe der Kritik ist es, den so gefassten Humanismus zu dekonstruieren. Speziell Habermas spricht Foucault in demselben Text an, indem er ihm vorwirft, generelle Prinzipien der Realität – wie die Menschheit – zu identifizieren, von denen er dann bestimmen kann, was wahr oder falsch, begründet oder unbegründet, real oder illusionär, wissenschaftlich oder ideologisch, legitim oder missbräuchlich ist. Kritik sollte nicht vorrangig mit ihrer eigenen Wahrheit befasst sein, sondern die speziellen historischen Bedingungen erhellen, in denen sie operiert.

### Macht und Kommunikation
Die Standardinterpretation der verschiedenen Standpunkte schreibt Habermas die Einstellung zu, dass kritische Praxis in konsensorientierten kommunikativen Handlungen stattfindet, die nicht durch Machtverhältnisse beschränkt sind, während Foucault zugeschrieben wird, kritische Praxis in strategischen Aktionen zu situieren, die entscheidend von Machtverhältnissen beeinflusst sind.
Foucault beschreibt unterschiedliche Auffassungen von Humanismus. Zum Beispiel können Bewusstsein und Recht durch Ahnungen (Heidegger) in Frage gestellt werden. Die Universalität der Menschheit steht geneologisch in Frage. Habermas idealisiert die von ihm angestrebten „konsensorientierten kommunikativen Handlungen“, indem er sie strukturierende Machtverhältnisse nicht anerkennt.